# Ingeborg Wolff (Juristin)
Ingeborg Wolff (* 15. Juli 1938 in Eisenach als Ingeborg Behrens) ist eine deutsche Juristin, die bis 2003 Vizepräsidentin des Bundessozialgerichtes war.

## Werdegang
Ingeborg Wolff studierte bis zum Ersten Juristischen Staatsexamen 1962 Rechtswissenschaft in Marburg und in Kiel. 1968 legte sie das Zweite Juristische Staatsexamen ab und promovierte. Es folgte eine Tätigkeit als wissenschaftliche Angestellte an der Universität Marburg, bevor sie 1969 in der Sozialgerichtsbarkeit tätig wurde. Sie war zunächst Richterin an den Sozialgerichten Marburg und Gießen und ab 1973 Richterin am Hessischen Landessozialgericht. Im Herbst 1980 wurde sie Richterin am Bundessozialgericht. Dort gehörte sie zunächst dem 1. Senat an, der sich mit Rechtsstreitigkeiten auf dem Gebiet der gesetzlichen Krankenversicherung zu befassen hat. Sie lehnte aus persönlichen Gründen 1986 die Berufung in das Bundesverfassungsgericht ab. 1994 wurde sie Vorsitzende des 7. Senats, der für Fragen der Arbeitslosenversicherung zuständig war, und fungierte zudem als Pressereferentin des Gerichtes. Im Dezember 1997 erfolgte die Ernennung zur Vizepräsidentin des Bundessozialgerichtes als Nachfolgerin von Otto Ernst Krasney. Sie war damit die erste Vizepräsidentin des Gerichtes.
Zum 1. August 2003 trat Ingeborg Wolff in den Ruhestand. Da etwa zur selben Zeit zahlreiche andere Richter in den Ruhestand traten, kam es zu einer erheblichen Umbildung im Bundessozialgericht.
Ingeborg Wolff verfasst Beiträge zu einem Großkommentar zum Kündigungsschutzrecht, der als Standardwerk auf dem Gebiet gilt.

## Auszeichnungen
- 2004: Bundesverdienstkreuz 1. Klasse